# پیش به سوی غرب!
پیش به سوی غرب یا پیش به سوی غرب: ماجرای لوک خوش‌شانس (به انگلیسی: Go West: A Lucky Luke Adventure) یک فیلم پویانمایی محصول کشور فرانسه به کارگردانی اولیویه ژان-ماری است که در سال ۲۰۰۷ منتشر شد. این انیمیشن موفق به دریافت جایزه آنی همان سال شد. همچنین این انیمیشن در ایران، توسط انجمن گویندگان جوان و سازمان صدا و سیما دوبله و عرضه شده است.